# 욧카이치정
욧카이치정(四日市町)은 일본 오이타현 우사군에 설치되었던 정이다. 현재의 우사시의 일부에 해당한다.